# Migonette Patricia Durrant
Migonette Patricia Durrant (nacida el 30 de mayo de 1943) es una diplomática jamaicana. Fue embajadora en Alemania, directora general del Ministerio jamaicano de Asuntos Exteriores, y como presidenta del Consejo de Seguridad de la ONU hizo hincapié en los efectos de la guerra en mujeres y la infancia. Fue nombrada embajadora permanente ante las Naciones Unidas por Jamaica a partir del 7 de junio de 1995. El Secretario General de la ONU la nombró Ombudsman de la ONU en abril de 2002, con rango de Secretaria General asistente; fue la primera en tener este cargo de 2002 a 2007.